# Quanta Plus
Quanta este un mediu de dezvoltare pentru KDE. 